# 小義大利
小意大利是一个通用名称，指意大利人聚居的地方，通常在市区。“小意大利”有很多意大利特色，商店能买到几乎所有的意大利的商品，街道上也都是意大利的餐馆。“小意大利”意思是指在一个大城市中间的小意大利国。这起源与旧时的移民，而世界的现代化造就了像“小意大利”这样的民族聚居地。

### 加拿大
- 小意大利，埃德蒙顿，在阿尔伯塔
- 小意大利，蒙特利尔，在魁北克
- 小意大利，渥太华，在安大略省
- 小意大利，多伦多，在安大略省
- 小意大利，温哥华，在不列颠哥伦比亚
- 小意大利，温尼伯，在曼尼托巴
- 小意大利，温莎，在安大略省

### 美国
- 纽约的一些小意大利，其中包括：
- 小意大利，曼哈顿
- 小意大利，布朗克斯
- 森赫斯特，布鲁克林
- 霍华德海滩，女王
- 罗斯班克，斯塔滕岛（自治区居民44％的人声称意大利血统）
- 小意大利，芝加哥，伊利诺伊
- 榆木公园，伊利诺伊州
- 梅尔罗斯公园，伊利诺伊州
- 旅游Norridge，伊利诺斯
- 伯温，伊利诺斯
- 格兰大道，芝加哥
- 小意大利，阿尔图纳，宾夕法尼亚州
- 小意大利，巴尔的摩，马里兰州
- 北尾，波士顿，麻省理工
- 小意大利，布里奇波特，康涅狄格
- 富兰克林大道，哈特福德，康涅狄格
- 小意大利，布法罗，纽约
- 小意大利，克利夫兰，俄亥俄州
- 小意大利，康奈尔斯维尔，宾夕法尼亚州
- 小意大利，堪萨斯城，密苏里州 - 现在已不存在，主要聚居东南亚移民。
- 小意大利，洛杉矶
- 伍斯特广场，纽黑文，康涅狄格
- 小意大利，奥马哈，内布拉斯加州
- 小意大利，帕特森，新泽西
- 南费城的费城，宾夕法尼亚州
- 联邦山，普罗维登斯，罗得岛
- 山小意大利，圣圣路易斯，密苏里州
- 小意大利，加利福尼亚州圣迭戈
- 北滩，旧金山，加州
- 小意大利，斯克内克塔迪，纽约
- 南端，斯普林菲尔德，马萨诸塞州
- 小意大利，雪城，纽约
- 小意大利，沃特伯里，康涅狄格州
- 小意大利，克莱县，西弗吉尼亚州
- 小意大利，伦道夫县，西弗吉尼亚州
- 小意大利，伦道夫县，西弗吉尼亚州
- 小意大利，阿肯色州
- 布来山，俄亥俄州扬斯敦

### 英国
- 小意大利，Hoddesdon，赫特福德郡
- 苏格兰路，利物浦
- Clerkenwell区，伦敦
- Ancoats，曼彻斯特

### 爱尔兰共和国
- 意大利区，都柏林

### 瑞典
- 小意大利，哥德堡

## 其他意大利街区
一些意大利居民区可能有其他名称，但俗称为“小意大利”，包括： 

### 澳大利亚
- 小意大利，墨尔本
- 诺顿街：悉尼郊区莱卡特。
- 拉姆齐街：悉尼郊区哈伯菲尔德
- 坎贝尔/Athelstone，在南澳
- 新农场，布里斯班，昆士兰州。
- 新意大利，新南威尔士州
- Griffith，新南威尔士州

### 南非
- 橙色树丛，约翰内斯堡

### 巴西
- Mooca，圣保罗
- Bexiga
- 容迪亚伊，圣保罗州
- 圣诞老人福隆，库里提巴，巴拉那州
- 萨瓦西，贝洛奥里藏特，米纳斯吉拉斯州
- 安东尼奥·普拉多，南里奥格兰德州

### 墨西哥
- Chipilo，普埃布拉
- 科洛尼亚·曼努埃尔·冈萨雷斯，韦拉克鲁斯
- 科洛尼亚罗姆，墨西哥城
- 古铁雷斯萨莫拉，韦拉克鲁斯
- 科洛尼亚迭古铁雷斯，圣路易斯波托西
- 圣佩德罗（蒙特雷），新莱昂州
- 努埃瓦意大利，米却肯州
- 伦巴，米却肯州
- Arandas，哈利斯科州
- 卡门，金塔纳罗奥州

### 加拿大
- 小意大利，蒙特利尔
- 圣伦纳德，蒙特利尔自治市镇
- 量联行，蒙特利尔自治市镇
- 黑河 - 德 - 大草原 - 皇居-AUX-Trembles旅游
- 科索意大利（多伦多）和小意大利，多伦多，多伦多社区
- Vaughan，安大略，多伦多以北
- Stoney小河，汉密尔顿，安大略省

### 智利
- Capitán Pastene，西北特木科

### 英国
- Clerkenwell区，伦敦
- Ancoats，曼彻斯特

### 美国
- 北滩，旧金山，加州
- 小意大利，加利福尼亚州圣迭戈
- 意大利面山，加利福尼亚州蒙特雷
- Thompsonville（恩菲尔德，康涅狄格
- 城剧情在沃特伯里，康涅狄格
- 伍斯特广场在纽黑文，康涅狄格
- 泰勒街档案馆，芝加哥，伊利诺伊州
- 小意大利，芝加哥，伊利诺伊州热
- 小西西里岛，伊利诺伊州芝加哥市
- 布里奇波特，伊利诺伊州芝加哥市
- 爱荷华州Des Moines，南得梅因是意大利居委会
- 独立，路易斯安那州
- 小意大利，巴尔的摩，马里兰
- 北尾，波士顿，马萨诸塞
- 哥伦布公园，堪萨斯城，密苏里州
- 山，圣圣路易斯，密苏里州
- 北东，堪萨斯城，密苏里州，前身为哥伦布广场
- 小意大利，奥马哈，内布拉斯加
- 第七大道，纽瓦克，新泽西州
- 瓦里克街，Utica，纽约
- 多米尼克街，罗马，纽约
- 东罗切斯特，纽约，被称为“小意大利罗彻斯特”
- 北侧，纽约州布法罗市，虽然“小意大利”曾经被认为是西城的城市
- 斯克内克塔迪
- Utica，纽约州
- 布来山，俄亥俄州扬斯敦
- 意大利村（哥伦布），俄亥俄州
- 意大利市场（费城），宾夕法尼亚州
- 布卢姆菲尔德（匹兹堡），宾夕法尼亚
- 联邦山，普罗维登斯，罗得岛
- 宾夕法尼亚州伊斯顿
- 约翰斯顿，罗得岛
- 司法广场，华盛顿特区

### 中国
- 天津意式风情区

## 其他用途
- Maggiano的小意大利
- 在小意大利，1909年电影导演D。 W·格里菲斯